# Imigração sueca no Brasil
A imigração sueca no Brasil começou no final do século XIX. Muitos dos suecos que foram para o país sul-americano se fixaram, principalmente, no Rio Grande do Sul.